# Naroedzja
Naroedzja (Georgisch: ნარუჯა) is een 'nederzetting met stedelijk karakter' (დაბა, daba) in het zuidwesten van Georgië met ongeveer 1500 inwoners (2024), gelegen in de gemeente Ozoergeti in de regio (mchare) Goeria. Naroedzja is gesitueerd in een glooiend gebied dat de overgang vormt tussen het Koboeleti Laagland en het Meschetigebergte en ligt op ongeveer 130 meter boven zeeniveau. De nederzetting ligt zeven kilometer ten zuidwesten van de regiohoofdstad en het gemeentelijk centrum Ozoergeti en ongeveer 50 kilometer ten noorden van Batoemi. 

## Geschiedenis
Naroedzja ontstond rond 1929-1930 door de theecultivering in het grensgebied van Goeria en Adzjarië en het werd net als het naburige Laitoeri een lokaal centrum van theeplantages en theeverwerking. Daarvoor was de locatie een dichtbebost gebied dat voor de cultivering werd gekapt en afgebrand.
In het nabijgelegen dorp Anaseoeli kwam in 1930 in navolging van Tsjakvi een vestiging van het Onderzoeksinstituut voor Thee en Subtropische Gewassen, dat nog steeds bestaat, en werden grote theeplantages ontwikkeld in het gebied tussen beide dorpen. Medio 1987 werd Naroedzja gepromoveerd naar een nederzetting met stedelijk karakter (დაბა, daba).

### Rehabilitatie van de theecultuur
Na de onafhankelijkheid van Georgië stortte de theeproductie in en raakte Naroedzja in verval. In het kader van een nationaal programma om nieuw leven in de Georgische agro-sector te blazen, werd in 2016 in Naroedzja een project gesteund voor de kweek van Amerikaanse bosbes.
Daarnaast werden de theeplantages tussen Naroedzja en Anaseoeli met internationale steun gerehabiliteerd, waarbij werd ingezet op de duurdere organische thee voor de Europese markt. De theefabriek van Anaseroeli, oorspronkelijk opgericht in 1935, bezit ongeveer 62 hectare theeplantage bij Naroedzja en werd in 2012 gecertificeerd voor de productie van biologische thee.

## Demografie
Op 1 januari 2024 had Naroedzja 1503 inwoners, een daling van 30% ten opzichte van de volkstelling van 2014, door een herindeling in 2015 waarbij een deel van het grondgebied van Naroedzja aan het nabijgelegen Laitoeri werd toegewezen. Sindsdien is het aantal inwoners stabiel gebleven.
| Aantal                                 | 2.219 | 1.295 | 2.148 | 1.514 | 1.503 |
| Verantwoording data: Steden en daba's. |       |       |       |       |       |

### Etniciteit en religie
Het nederzetting bestond volgens de volkstelling van 2014 voor het overgrote deel uit etnisch Georgiërs (93%), met een honderdtal Armeniërs (4,7%) en een klein aantal Azerbeidzjanen en Russen.

## Vervoer
Naroedzja is bereikbaar vanaf Ozoergeti via een lokale weg die aan de zuidkant van de stad aftakt van de nationale route Sh2, en vanaf Naroedzja doorgaat naar Laitoeri. Het dichtstbijzijnde spoorwegstation ligt op 7 kilometer afstand in Ozoergeti, waar dagelijks treinen vertrekken naar Batoemi en Tbilisi.